# Craneopsis unicolor
Craneopsis unicolor är en insektsart som beskrevs av Willemse, C. 1936. Craneopsis unicolor ingår i släktet Craneopsis och familjen gräshoppor. Inga underarter finns listade i Catalogue of Life.